# Endoxyla laevirostris
Endoxyla laevirostris är en svampart som beskrevs av Munk 1966. Endoxyla laevirostris ingår i släktet Endoxyla och familjen Boliniaceae.   Inga underarter finns listade i Catalogue of Life.